# 윤해승
윤해승(1976년 2월 8일~)는 대한민국의 국악연주가이다. 학력은 부산대학교 해금 석사이다. 현재 음악 그룹 토다에서 해금연주를 맡고 있다. 데뷔는 2011년 토다 1집 앨범 (T.O. To Dream Age)로 하였다.

## 학력
- 1991년 ~ 1993년 국립국악고등학교 해금 졸업
- 1994년 ~ 1998년 부산대학교 해금학사 졸업
- 1998년 ~ 1999년 부산대학교 대학원 해금 석사 졸업

## 프로필
- 부산대학교 국악학과 및 동 대학원 졸업
- 유네스코지정 세계문화유산 중요무형문화재 제1호 종묘제례악 이수
- 부산대학교 한국음악학과 출강

```
 부산예술고등학교 강사
```

- 부산시립국악관현악단 수석단원

## 음악 활동

### 정규 앨범
- 1집 Toda (T.O. To Dream Age) (2011년 발매)
- 토다 2집 The Moment (2015년 발매)
- 그런 세상 (2018년 발매)

### 공연
- 2015년 《토다 사계절 뮤직웨이브 - 부산》 - 해운대문화회관 해운홀(대공연장)
- 2012년 《부산 선셋 라이브 2012》 - 송정해수욕장 선셋덕장